# Dios le Guarde
Dios le Guarde és un municipi de la província de Salamanca, a la comunitat autònoma de Castella i Lleó. Limita al Nord amb Alba de Yeltes, a l'Est amb Aldehuela de Yeltes, al Sud amb Morasverdes i a l'Oest amb Tenebrón.